# District de Shapotou

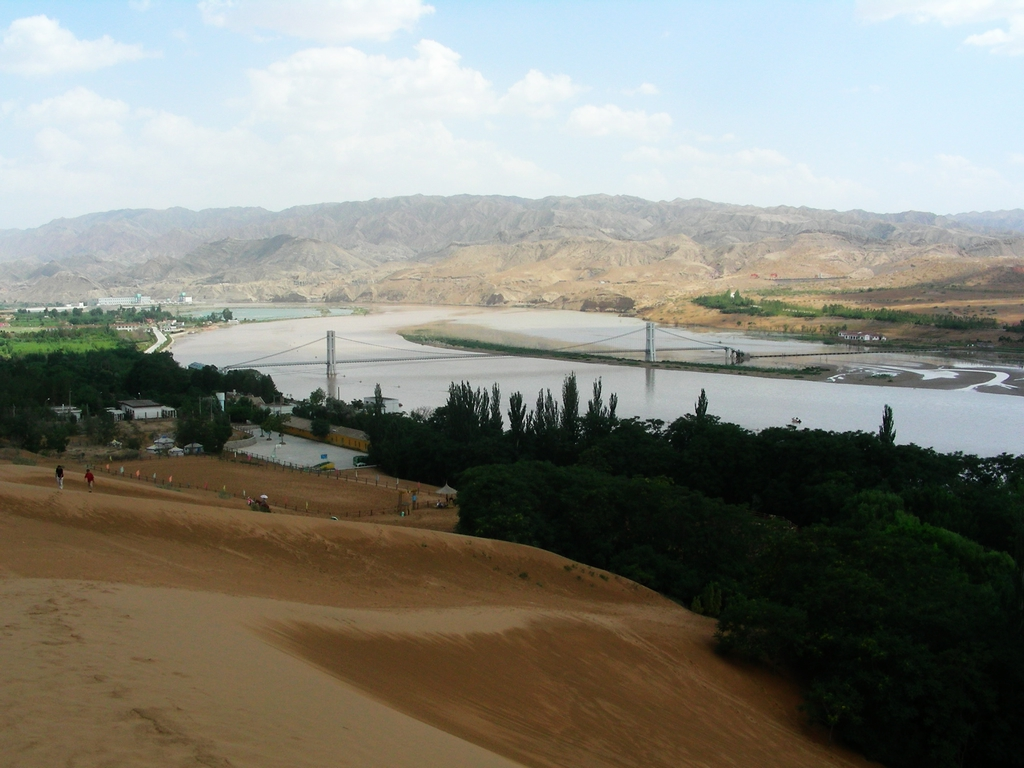
Le fleuve Jaune au pied de la dune de Shapotou.

Le district de Shapotou (沙坡头区 ; pinyin : Shāpōtóu Qū) est une subdivision administrative de la région autonome du Ningxia en Chine. Il est placé sous la juridiction de la ville-préfecture de Zhongwei.

## Géographie
La région est située à l'extrémité sud du désert de Tengger, qui s'étend principalement sur le territoire de la ligue d'Alxa en Mongolie-Intérieure. Elle est traversée par le fleuve Jaune.

## Stabilisation des dunes
Une station de recherche expérimentale étudie la progression et les méthodes de stabilisation des dunes de sable. Les zones stabilisées dans les années 1950 sont utilisées pour la culture fruitière et vinicole.